# Hugh Stewart
Hugh Stewart (Los Angeles, 24 maggio 1928 – 19 luglio 2024) è stato un tennista statunitense.

## Carriera
Ha fatto l'esordio con la squadra statunitense di Coppa Davis nel 1952 vincendo entrambi gli incontri di singolare e quello di doppio in coppia con Gardnar Mulloy, in totale rappresentando la sua nazione ha ottenuto quattro vittorie senza venire mai sconfitto.
Negli Slam ha raggiunto gli ottavi di finale a Wimbledon 1953, sconfitto da Lew Hoad, e agli U.S. National Championships 1956 dove si è arreso a Ken Rosewall.
Nel doppio maschile ha giocato due volte i quarti di finale a Wimbledon nel biennio 1953-54 in coppia con il brasiliano Armando Vieira, stesso risultato nel doppio misto quando nel 1955-56 ha raggiunto due volte i quarti insieme a Erika Vollmer.
Ha vinto nel singolare il Monte Carlo Masters 1956 su Tony Vincent e ha fatto tre finali consecutive tra il 1956 e il 1956 agli Irish Open vincendo le prime due. Nel doppio ha vinto il Cincinnati Open nel 1952, la Tennis Napoli Cup due volte nel 1955-56, i Campionati Internazionali di Sicilia 1956, il Pacific Coast Championships 1956 e 1959 e l'Austrian Open 1958.